# Fernando Gago
Fernando Rubén Gago (* 10. dubna 1986, Ciudadela, Buenos Aires) je bývalý argentinský fotbalový záložník, který naposledy působil v argentinském týmu CA Vélez Sarsfield. Známější je však díky svým působením ve španělském Realu Madrid a argentinském CA Boca Juniors, který jej pro velký fotbal vychoval.

## Klubová kariéra
Narodil se v Ciudadela, předměstí Buenos Aires, a od mládí začal hrát za mládežnické týmy Boca Juniors. První zápas za A tým odehrál 5. prosince 2005. Stal se oporou týmu a brzy o něho projevily zájem přední španělské kluby Real Madrid a FC Barcelona. V listopadu 2006 přestoupil do Realu a ve španělské La Lize debutoval 7. ledna 2007.
Po vleklých zraněních achilovky ukončil na začátku února 2019 kariéru. V létě 2019 však podepsal novou smlouvu s CA Vélez Sarsfield, v soutěžním utkání debutoval v srpnu proti svému bývalému dlouholetému zaměstnavateli CA Boca Juniors. V listopadu 2020 se, krátce po restartu domácích fotbalových soutěží, opět rozhodl ukončit kariéru.

## Reprezentační kariéra
Gago získal s argentinským mládežnickým výběrem do 20 let titul na Mistrovství světa U20 2005, konaném v Nizozemsku. Ve finále porazila Argentina Nigérii 2:1, v týmu zářil Lionel Messi. V roce 2008 získal s argentinským výběrem do 23 let zlaté medaile na Letních olympijských hrách v Pekingu po výhře 1:0 nad Nigérií.
Od roku 2007 do roku 2015 byl stálým členem argentinské fotbalové reprezentace, po následném zranění achilovky už nastoupil za národní tým jen jednou, v říjnu 2017.
Trenér Alejandro Sabella jej vzal na Mistrovství světa 2014 v Brazílii. Ve finále s Německem Argentina prohrála 0:1 v prodloužení a získala stříbrné medaile.

## Soukromý život
V roce 2011 se oženil s argentinskou profesionální tenistkou Giselou Dulkovou, bývalou světovou jedničkou ve čtyřhře.

## Úspěchy

### Klubové
CA Boca Juniors
- Argentinská Primera División: 2005, 2006
- Copa Sudamericana: 2005
- Recopa Sudamericana: 2005, 2006

Real Madrid
- Primera División: 2006/07, 2007/08
- Copa del Rey: 2010/11
- Supercopa de España: 2008